# Szymany Lotnisko
Szymany Lotnisko – przystanek kolejowy w Szymanach, w powiecie szczycieńskim, w województwie warmińsko-mazurskim, na terenie portu lotniczego Olsztyn-Mazury.

## Historia

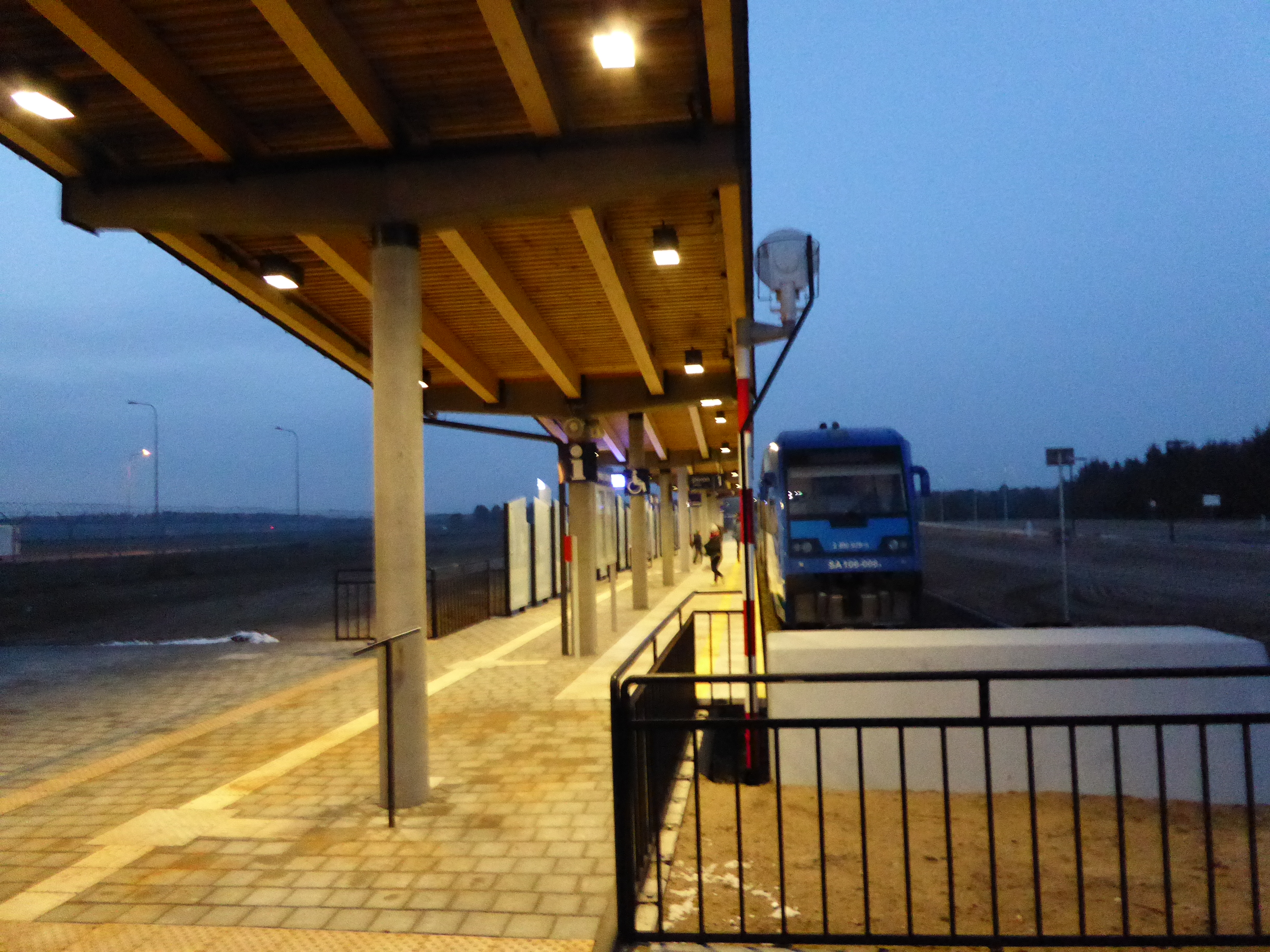
Widok ogólny przystanku

8 lipca 2011 PKP Polskie Linie Kolejowe podpisały z przedsiębiorstwem Salcef Costruzioni Edili E Ferroviarie umowę na zaprojektowanie i wykonanie robót budowlanych dla zadania Rewitalizacja i modernizacja linii kolejowych Olsztyn – Szczytno – Szymany (linia kolejowa nr 219 na odcinku Olsztyn – Szczytno i linia kolejowa nr 35 odcinku Szymany – Szczytno). W ramach inwestycji położono nowe tory na odcinku Olsztyn – Szczytno (44 km) oraz na stacji Szczytno (1 km). Wyremontowano również 10-kilometrowy odcinek ze Szczytna do Szyman. Oprócz tego przebudowano perony i wymieniono nawierzchnię na 37 przejazdach kolejowo-drogowych. Prace, które ukończono w 2013 roku, umożliwiły podniesienie prędkości do 100 km/h na odcinku Olsztyn – Szczytno i do 110 km/h na odcinku Szczytno – Szymany.
W grudniu 2014 PKP PLK podpisały z przedsiębiorstwem budowlanym NDI umowę na drugi etap inwestycji. W ramach niego powstała 1,6-kilometrowa łącznica z Szyman do lotniska, nowy peron przy terminalu oraz lokalne centrum sterowania w Szczytnie.
20 stycznia 2016 odbył się inauguracyjny przejazd do przystanku Szymany Lotnisko, a dzień później (w dniu rozpoczęcia działalności portu lotniczego) uruchomiono rozkładowe kursy.

## Linie kolejowe
Przystanek znajduje się na końcu jednotorowej, niezelektryfikowanej linii kolejowej nr 747 Szymany – Szymany Lotnisko. Za przystankiem znajduje się kozioł oporowy.

## Infrastruktura
Na przystanku znajduje się jeden jednostronny peron o długości 125 m i wysokości 550 mm nad główką szyny. Peron jest zadaszony, wyposażony w ławki, urządzenia nagłaśniające i wyświetlacze elektroniczne.

## Ruch pociągów
Na przystanku zatrzymują się pociągi relacji Olsztyn Główny – Szymany Lotnisko. Połączenie obsługiwane jest przez Polregio, a czas przejazdu wynosi około godziny. Do obsługi połączenia skierowano pojazdy SA106 i SA133.
| Rok  | Wymiana pasażerska na dobę |
| ---- | -------------------------- |
| 2017 | 20-49                      |
| 2022 | 20-49                      |